# Grangeville (Kalifornija)
Grangeville je naseljeno područje za statističke svrhe u američkoj saveznoj državi Kalifornija. Prema popisu stanovništva iz 2010. u njemu je živjelo 469 stanovnika.